# نان‌والک، آلاسکا
نان‌والک (به انگلیسی: Nanwalek) شهری در بخش شبه‌جزیره کنای ایالت آلاسکا است که جمعیت آن در سرشماری سال ۲۰۰۰ میلادی ۱۷۷ نفر بوده‌است.